# Rio Corâta
O Rio Corâta é um rio da Romênia, afluente do Mostiştea, localizado no distrito de Călăraşi.